# 린날 막 게난
린날(아일랜드어: Rinnal, Rionnal), 린달(아일랜드어: Rindal), 린난(아일랜드어: Rinnan)은 아일랜드 신화의 피르 볼그의 아르드리이다. 그의 아버지는 게난이며 그의 아들은 에르크이고 손자는 오하드이다. 에린에서 창끝을 사용한 최초의 왕이라고 한다. 고대 아일랜드어에서 "린드"(rind) 또는 "린"(rinn)은 "(창)끝"이라는 뜻이다.
린날은 5년 또는 6년(문헌에 따라 다르다)동안 에린을 다스리다가 사촌인 포브겐에 의해 왕위에서 쫓겨났다.
| 전임 피어허 켄핀난 | 에린의 지고왕 AFM 기원전 1917년 ~ 기원전 1911년 FFE 기원전 1497년 ~ 기원전 1491년 | 후임 포브겐 |